# Emrah Tuncel
Emrah Tuncel (* 14. September 1987 in Malatya) ist ein türkischer Fußballspieler.

## Karriere

### Vereinskarriere
Emrah Tuncel begann mit dem Vereinsfußball in der Jugend von Battalgazi Belediyespor. Hier wurden die Talentjäger von Malatyaspor auf ihn aufmerksam und holten ihn in ihre Jugend. Im Dezember 2004 erhielt einen Profivertrag. Nachdem er zwei Spielzeiten weiterhin für die Reservemannschaft aktiv gewesen war, wurde er für die Saison 2006/07 in die Mannschaft aufgenommen und machte als Ersatztorwart ein Spiel. In seiner zweiten Saison für die Profis eroberte er sich einen Stammplatz und spielte zwei Saisons in dieser Position.
Zum Sommer 2008 wechselte er samt Ablöse zu Boluspor. Hier spielte er eine Spielzeit und verbrachte die nächste Saison als Leihgabe bei Adana Demirspor.
Nach einer halben Spielzeit wechselte er samt Ablöse zu Tarsus İdman Yurdu.
Zur Spielzeit 2011/12 wechselte er zu Akhisar Belediyespor. Hier erreichte man völlig überraschend die Meisterschaft der TFF 1. Lig und damit den direkten Aufstieg in die Süper Lig.
Im Januar 2016 wechselte er zum Zweitligisten Şanlıurfaspor und eine halbe Saison später zum Drittligisten MKE Ankaragücü. Zür Rückrunde der Saison 2016/17 wurde er vom Zweitligisten Manisaspor verpflichtet. Auch hier verweilte Tuncel nur eine halbe Spielzeit und zog dann zum Istanbuler Drittligisten Tuzlaspor weiter.

## Erfolge
Mit Akhisar Belediyespor
- Meisterschaft der TFF 1. Lig und Aufstieg in die Süper Lig: 2011/12